# Lattengebirge
Das Lattengebirge ist eine bis 1738 m ü. NHN hohe Untergruppe der Berchtesgadener Alpen im Landkreis Berchtesgadener Land, Bayern (Deutschland). Es bildet den nördlichen Abschluss der Berchtesgadener Alpen.

## Geographie

### Geographische Lage
Das Lattengebirge liegt nordöstlich der Reiteralm, von der es der Pass Schwarzbachwacht trennt, und westlich vom Untersberg, von dem es durch den Pass Hallthurm getrennt ist. Es befindet sich auf dem Gebiet der Gemeinden Ramsau, Bischofswiesen, Bayerisch Gmain, Bad Reichenhall und Schneizlreuth, sowie in den früher gemeindefreien Gebieten (jetzt Gemarkungen der jeweiligen Gemeinden) Forst Taubensee (Ramsau), Forst Sankt Zeno (Bayerisch Gmain, Bad Reichenhall und Schneizlreuth) und Bischofswiesener Forst (Bischofswiesen), und erstreckt sich innerhalb des Biosphärenreservats Berchtesgaden. Nordwestlich vorbei am Lattengebirge verläuft in Südwest-Nordost-Richtung die Saalach, die ein südwestlicher Zufluss der Salzach ist.

### Gipfel
Höchster Gipfel des Lattengebirges ist der Karkopf (1738 m). Wichtige Tourengipfel sind Predigtstuhl (1613 m) mit dem Berghotel, Dreisesselberg (1680 m), Toter Mann (1392 m), Dötzenkopf (1001 m) und Spechtenköpfe (1285 m).

## Landschaftsbild und Geologie
Das Lattengebirge besteht in wesentlichen Teilen aus Dachsteinkalk und Ramsaudolomit, wobei der Dolomit verschiedene Anteile an Magnesium aufweist. Da die Gesteine unterschiedlich verwittern, haben sich im Lattengebirge bizarre Felsformen gebildet; unter anderem die der Steinernen Agnes (ca. 1400 m), die schroffen Felsen unterhalb der Predigtstuhlbahn und die ins Auge fallende Formation der Rotofentürme am Ostende des Lattengebirges. Diese heißen im Volksmund Schlafende Hexe oder Montgelas-Nase. Weniger bekannt ist das etwa 1585 m hoch liegende Teufelsloch, ein etwa 5 m langes natürliches Felsentor mit einem Durchmesser von rund 2,5 m in einer buckelartigen Erhöhung auf dem südöstlich verlaufenden Felskamm zwischen der Schlafenden Hexe und dem Alpgarten. Durch dieses ist die Sonne an bestimmten Tagen vom Tal aus sichtbar.

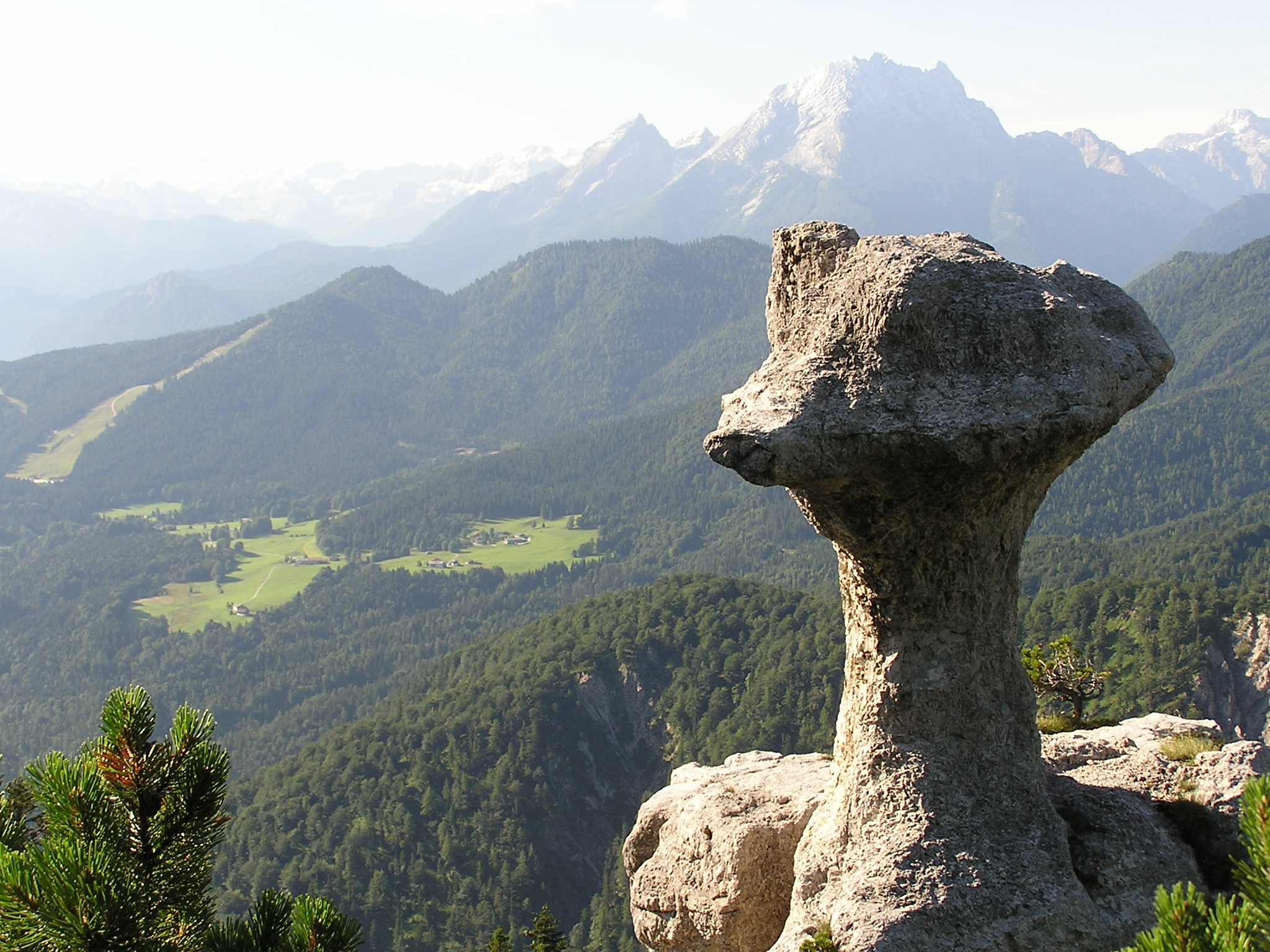
Steinerne Agnes, dahinter der Watzmann
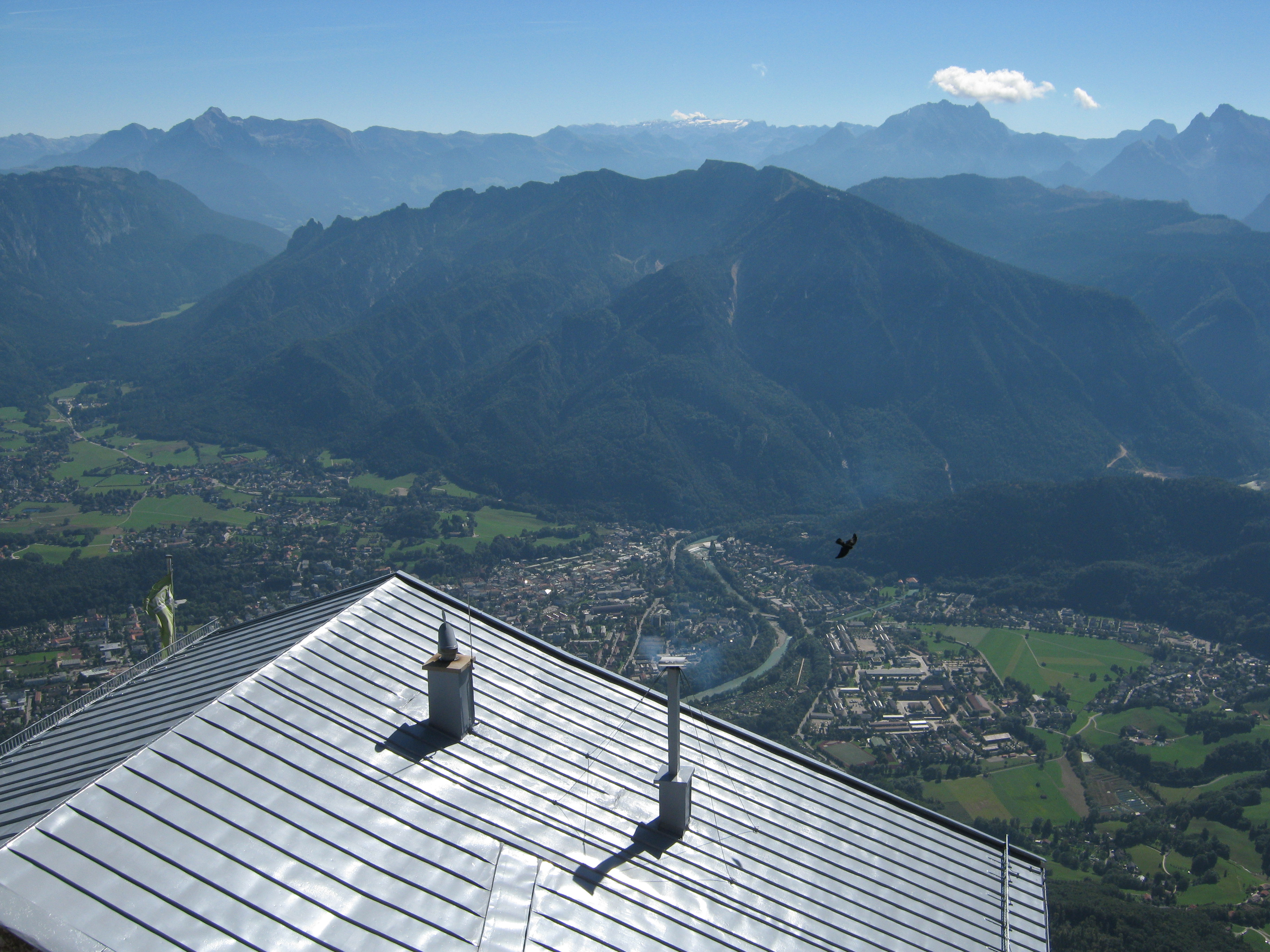
Schlafende Hexe und Predigtstuhl vom Reichenhaller Haus
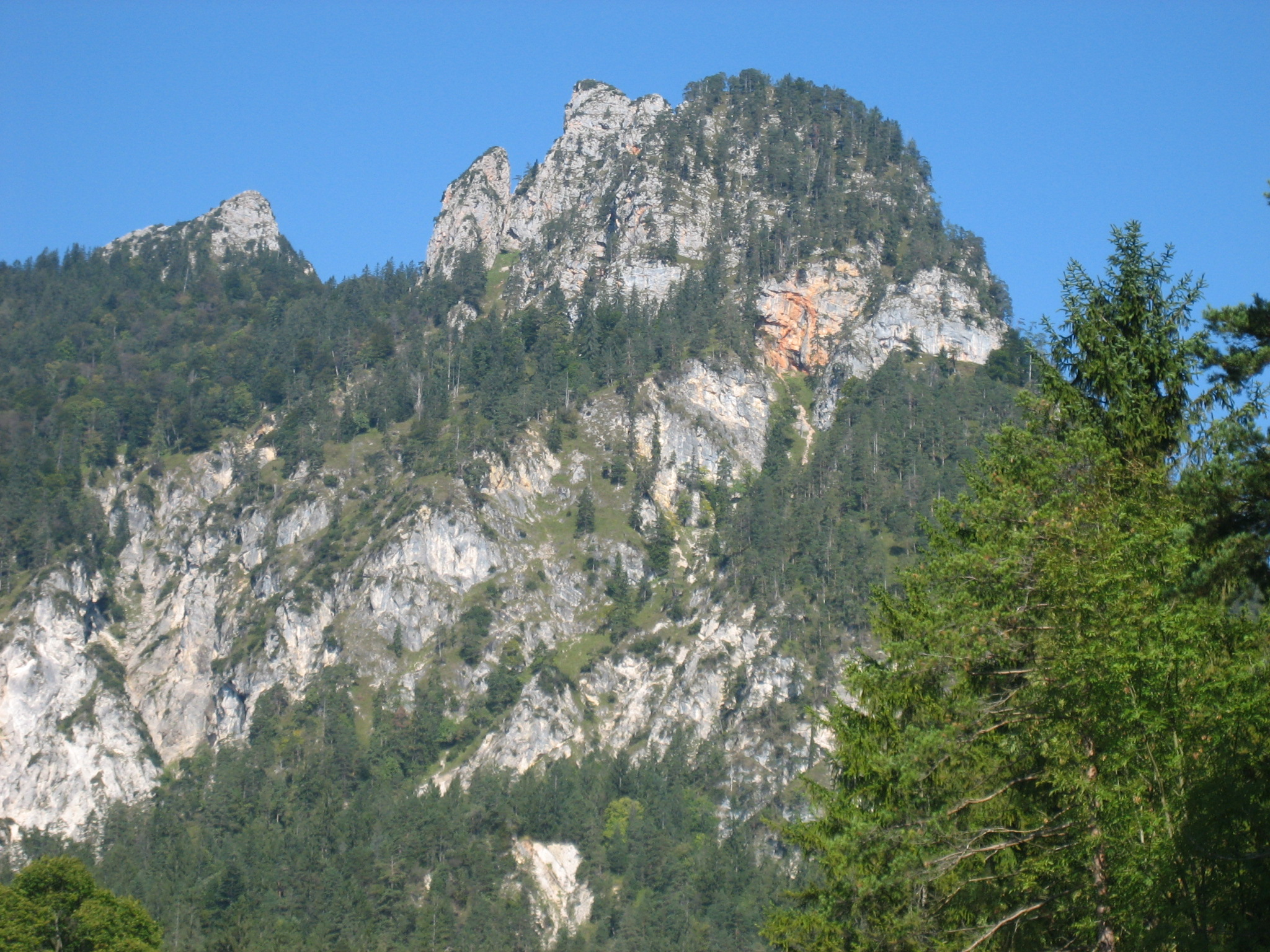
Rotofentürme
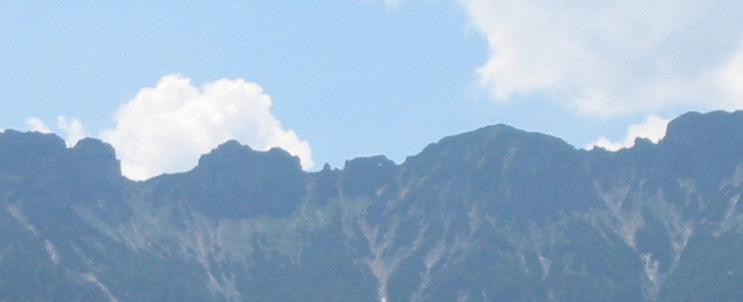
Teufelsloch (Bildmitte)

## Tourismus und Erschließung
Von Bad Reichenhall kann man mit der Predigtstuhlbahn bis zum Berghotel auf dem Predigtstuhl fahren. Die Bahn aus dem Jahre 1928 ist die älteste original erhaltene Großkabinenseilbahn der Welt.
Der Stadtberglift führte von der Loferer Straße in der Nähe des Festplatzes bis unterhalb der Spechtenköpfe auf eine Höhe von etwa 900 m. Die 1955 erbaute Anlage wurde in den 1990er Jahren abgerissen.
Ferner befinden sich im Lattengebirge  die Skigebiete Hochschwarzeck bei Ramsau und Götschen bei Bischofswiesen-Loipl.